# Église Sainte-Marie-du-Plant de Champigny-sur-Marne
L'église Sainte-Marie-du-Plant est une église catholique située à Champigny-sur-Marne, dans le Val-de-Marne.

## Histoire
À cet endroit s'élevait un premier édifice construit en 1908 et appelé Sainte-Marie Libératrice du Plant. Cette chapelle fut bénie le 7 mars 1909 le cardinal Léon Amette, archevêque de Paris.
Le bâtiment actuel fut construit en 1935.
Au début du XXIe siècle, des locaux paroissiaux ont été édifiés, et la crypte, en partie enterrée dans le chœur, restaurée.

## Architecture
L'entrée dans l'édifice se fait par un portail orné d'une statue abritée par un arc en plein-cintre.
Le clocher est indépendant du bâtiment de l'église.
Les vitraux de style semi-abstrait représentent des scènes du Nouveau-Testament